# Ligue 1 (2016/2017)/Wyniki spotkań – runda wiosenna

## Runda wiosenna (13 stycznia – 20 maja)
Źródło:

### 20. kolejka (13 stycznia - 15 stycznia)
| 13 stycznia 2017 20:45 | Lille OSC · de Préville 71' | 1:1(0:1)Raport | AS Saint-Étienne · 17' Hamouma                  | Stade Pierre-Mauroy, Villeneuve-d’Ascq Widzów: 36 879 Sędzia: Mikael Lesage (Dolna Normandia) |
|                        |                             |                | kartki: · 32' Dabo · 44' Polomat · 65' Veretout |                                                                                               |

| 14 stycznia 2017 17:00 | Stade Rennes | 0:1(0:1)Raport | Paris Saint-Germain · 39' Draxler  | Roazhon Park, Rennes Widzów: 29 054 Sędzia: Benoît Bastien (Lotaryngia) |
|                        |              |                | kartki: · 29' Verratti · 62' Motta |                                                                         |

| 14 stycznia 2017 20:00 | Angers SCO · Traoré 14'                                     | 1:1(1:1)Raport | Girondins Bordeaux · 27' (sam.) Santamaria      | Stade Jean Bouin, Angers Widzów: 10 56 Sędzia: Johan Hamel (Langwedocja-Roussillon) |
|                        | kartki: · Tahrat 18' · Traoré 41' · Pavlović 66' · Tait 80' |                | kartki: · 21' Rolán · 60' Toulalan · 82' Kamano |                                                                                     |

| 14 stycznia 2017 20:00 | Lorient · Waris 72', 90' · Cabot 82' | 3:1(0:1)Raport | EA Guingamp · 40' Salibur                    | Stade du Moustoir, Lorient Widzów: 12 463 Sędzia: Sébastien Desiage (Rodan-Alpy) |
|                        | kartki: · Waris 58' · Mvuemba 79'    |                | kartki: · 19' Briand · 48' Didot · 86' Deaux |                                                                                  |

| 14 stycznia 2017 20:00 | Montpellier HSC · Roussillon 87' | 1:1(0:1)Raport | Dijon FCO · 27' Tavares | Stade de la Mosson, Montpellier Widzów: 14 539 Sędzia: Jérôme Brisard (Maine) |
|                        |                                  |                |                         |                                                                               |

| 14 stycznia 2017 20:00 | Nancy · Dia 58'                      | 1:0(0:0)Raport | Bastia                      | Stade Marcel Picot, Tomblaine Widzów: 15 423 Sędzia: Karim Abed (Méditerranée) |
|                        | kartki: · Guidileye 24' · Diarra 29' |                | kartki: · 86' Saint-Maximin |                                                                                |

| 14 stycznia 2017 20:00 | Toulouse FC         | 0:1(0:1)Raport | FC Nantes · 20' Sala                          | Stadium Municipal, Tuluza Widzów: 11 023 Sędzia: Ruddy Buquet (Pikardia) |
|                        | kartki: · Sylla 25' |                | kartki: · 62' Touré · 68' Bammou · 81' Djidji |                                                                          |

| 15 stycznia 2017 15:00 | OGC Nice                          | 0:0Raport | FC Metz              | Allianz Riviera, Nicea Widzów: 21 502 Sędzia: Bartolomeu Varela (Bretania) |
|                        | kartki: · Sarr 39' · Koziello 75' |           | kartki: · 73' Diagné |                                                                            |

| 15 stycznia 2017 17:00 | SM Caen · Cornet 8' (sam.) · Santini 29' (k.), 61' | 3:2(2:2)Raport | Olympique Lyon · 35' (k.), 45' Lacazette       | Stade Michel d’Ornano, Caen Widzów: 18 935 Sędzia: Frank Schneider (Alzacja) |
|                        | kartki: · Guilbert 1' · Santini 41' · Bazile 84'   |                | kartki: · 38' Diakhaby · 48' Fekir · 87' Rybus |                                                                              |

| 15 stycznia 2017 21:00 | Olympique Marsylia · Rolando 28' | 1:4(1:3)Raport | AS Monaco · 15' Lemar · 21' Falcao · 45', 56' Silva | Orange Vélodrome, Marsylia Widzów: 43 814 Sędzia: Clément Turpin (Burgundia) |
|                        | kartki: · López 65'              |                | kartki: · 34' Silva                                 |                                                                              |

### 21. kolejka (20 stycznia - 22 stycznia, 21 lutego)
| 20 stycznia 2017 20:45 | Bastia · Oniangué 17'                    | 1:1(1:1)Raport | OGC Nice · 34' Souquet | Stade Armand Cesari, Bastia Widzów: 9 757 Sędzia: Clément Turpin (Burgundia) |
|                        | kartki: · Cahuzac 56', 64' · Mostefa 90' |                |                        |                                                                              |

| 21 stycznia 2017 17:00 | FC Nantes                              | 0:2(0:1)Raport | Paris Saint-Germain · 21', 65' Cavani | Stade de la Beaujoire, Nantes Widzów: 32 858 Sędzia: Johan Hamel (Langwedocja-Roussillon) |
|                        | kartki: · Diego Carlos 65' · Pardo 69' |                | kartki: · 30' Verratti                |                                                                                           |

| 21 stycznia 2017 20:00 | Girondins Bordeaux · Vada 1'      | 1:0(1:0)Raport | Toulouse FC                           | Stade Matmut-Atlantique, Bordeaux Widzów: 17 323 Sędzia: François Letexier (Bretania) |
|                        | kartki: · Plašil 59' · Malcom 79' |                | kartki: · 43' Bodiger · 75' Moubandje |                                                                                       |

| 21 stycznia 2017 20:00 | Dijon FCO                       | 0:0Raport | Lille OSC                        | Stade Gaston Gérard, Dijon Widzów: 7 828 Sędzia: Jérôme Miguelgorry (Akwitania) |
|                        | kartki: · Lang 29' · Lotiès 47' |           | kartki: · 27' Benzia · 57' Béria |                                                                                 |

| 21 stycznia 2017 20:00 | EA Guingamp · Diallo 39'         | 1:1(1:0)Raport | Stade Rennes · 46' Gourcuff                        | Stade du Roudourou, Guingamp Widzów: 16 028 Sędzia: Tony Chapron (Rodan-Alpy) |
|                        | kartki: · Diallo 8' · Marçal 58' |                | kartki: · 4', 45+2' Prcić · 14' Kalulu · 66' Mexer |                                                                               |

| 21 stycznia 2017 20:00 | FC Metz · Diabaté 14', 19' | 2:0(2:0)Raport | Montpellier HSC                     | Stade Municipal Saint-Symphorien, Metz Widzów: 11 550 Sędzia: Hakim Ben El Hadj (Rodan-Alpy) |
|                        | kartki: · Nguette 65'      |                | kartki: · 44' Deplagne · 88' Mounié |                                                                                              |

| 22 stycznia 2017 15:00 | AS Monaco · Boschilia 24', 28' · Germain 37', 59' | 4:0(3:0)Raport | Lorient              | Stadion Ludwika II, Monako Widzów: 5 549 Sędzia: Amaury Delerue (Akwitania) |
|                        | kartki: · Sidibé 90'                              |                | kartki: · 11' Lautoa |                                                                             |

| 22 stycznia 2017 17:00 | AS Saint-Étienne · Bamba 51' (sam.) · Perrin 75' | 2:1(0:1)Raport | Angers SCO · 17' Pavlović                        | Stade Geoffroy-Guichard, Saint-Étienne Widzów: 20 456 Sędzia: Benoît Bastien (Lotaryngia) |
|                        | kartki: · Veretout 44' · Polomat 67'             |                | kartki: · 23' Bamba · 45+1' Capelle · 52' Traoré |                                                                                           |

| 22 stycznia 2017 21:00 | Olympique Lyon · Valbuena 43' · Lacazette 61', 75' | 3:1(1:0)Raport | Olympique Marsylia · 67' Dória Macedo | Parc OL, Décines-Charpieu Widzów: 48 147 Sędzia: Ruddy Buquet (Pikardia) |
|                        | kartki: · Yanga-Mbiwa 37'                          |                | kartki: · 48' Fanni · 85' Sakai       |                                                                          |

| 21 lutego 2017 18:30 | SM Caen · Rodelin 24'                              | 1:0(1:0)Raport | Nancy                                                     | Stade Michel d’Ornano, Caen Widzów: 14 760 Sędzia: Nicolas Rainville (Langwedocja-Roussillon) |
|                      | kartki: · Delaplace 66' · Guilbert 68' · Seube 73' |                | kartki: · 3' Pedretti · 43' Guidileye · 51', 78' Maouassa |                                                                                               |

### 22. kolejka (27 stycznia - 29 stycznia)
| 27 stycznia 2017 20:45 | Olympique Marsylia · Gomis 4', 19', 77' · Rolando 38' · Thauvin 88' (k.) | 5:1(3:0)Raport | Montpellier HSC · 49' Boudebouz    | Orange Vélodrome, Marsylia Widzów: 28 527 Sędzia: Tony Chapron (Rodan-Alpy) |
|                        | kartki: · Dória 80'                                                      |                | kartki: · 87' Sessègnon · 87' Rémy |                                                                             |

| 28 stycznia 2017 17:00 | Olympique Lyon · Lacazette 86' (k.) | 1:2(0:1)Raport | Lille OSC · 38', 80' (k.) Benzia                       | Parc OL, Décines-Charpieu Widzów: 35 479 Sędzia: Johan Hamel (Langwedocja-Roussillon) |
|                        | kartki: · Valbuena 58'              |                | kartki: · 16' Sankharé · 75' Bauthéac · 90+5' Bissouma |                                                                                       |

| 28 stycznia 2017 20:00 | Angers SCO · Tait 25' · Pépé 35' | 2:1(2:1)Raport | FC Metz · 33' (sam.) Traoré       | Stade Jean Bouin, Angers Widzów: 10 540 Sędzia: Karim Abed (Méditerranée) |
|                        |                                  |                | kartki: · 39' Cohade · 66' Diagné |                                                                           |

| 28 stycznia 2017 20:00 | Bastia · Saint-Maximin 26'         | 1:1(1:1)Raport | SM Caen · 45' (k.) Rodelin              | Stade Armand Cesari, Bastia Widzów: 9 350 Sędzia: Amaury Delerue (Akwitania) |
|                        | kartki: · Mostefa 45+1' · Rose 90' |                | kartki: · 45+1' Da Silva · 90+3' Adéoti |                                                                              |

| 28 stycznia 2017 20:00 | Lorient · Marveaux 50' · Waris 60' (k.)                          | 2:3(0:1)Raport | Dijon FCO · 10' Diony · 70' Lotiès · 90+2' Lees-Melou | Stade du Moustoir, Lorient Widzów: 9 762 Sędzia: Olivier Thual (Akwitania) |
|                        | kartki: · Peybernes 29' · Lautoa 69' · Mesloub 72' · Moreira 86' |                | kartki: · 56' Rüfli · 59' Lang · 62' Balmont          |                                                                            |

| 28 stycznia 2017 20:00 | Nancy | 0:2(0:0)Raport | Girondins Bordeaux · 68' (sam.) Cuffaut · 88' Malcom | Stade Marcel Picot, Tomblaine Widzów: 16 589 Sędzia: Jérôme Brisard (Maine) |
|                        |       |                | kartki: · 31' Pellenard · 36' Gajić                  |                                                                             |

| 28 stycznia 2017 20:00 | Stade Rennes · Gnagnon 87'                         | 1:1(0:1)Raport | FC Nantes · 45' Iloki   | Roazhon Park, Rennes Widzów: 23 664 Sędzia: Mikael Lesage (Dolna Normandia) |
|                        | kartki: · Fernandes 13' · Gnagnon 73' · Costil 90' |                | kartki: · 90' Thomasson |                                                                             |

| 29 stycznia 2017 15:00 | OGC Nice · Pléa 11' · Seri 38' · Balotelli 87'   | 3:1(2:0)Raport | EA Guingamp · 63' Briand                      | Allianz Riviera, Nicea Widzów: 20 063 Sędzia: Jérôme Miguelgorry (Akwitania) |
|                        | kartki: · Henrique 14' · Koziello 23' · Sarr 74' |                | kartki: · 20' Marçal · 84' Mendy · 88' Briand |                                                                              |

| 29 stycznia 2017 17:00 | Toulouse FC                                         | 0:3(0:1)Raport | AS Saint-Étienne · 9' (k.), 67' (k.) Roux · 55' Monnet-Paquet             | Stadium Municipal, Tuluza Widzów: 12 950 Sędzia: Bartolomeu Varela (Bretania) |
|                        | kartki: · Lafont 9' · Somália 47' · Braithwaite 60' |                | kartki: · 12' Veretout · 26' Malcuit · 51' Roux · 57' Théophile-Catherine |                                                                               |

| 29 stycznia 2017 21:00 | Paris Saint-Germain · Cavani 81' (k.) | 1:1(0:0)Raport | AS Monaco · 90+2' Silva | Parc des Princes, Paryż Widzów: 47 238 Sędzia: Frank Schneider (Alzacja) |
|                        |                                       |                | kartki: · 82' Sidibé    |                                                                          |

### 23. kolejka (3 lutego - 5 lutego)
| 3 lutego 2017 20:45 | FC Metz · Jouffre 83'  | 1:0(0:0)Raport | Olympique Marsylia                              | Stade Municipal Saint-Symphorien, Metz Widzów: 21 011 Sędzia: Mikael Lesage (Dolna Normandia) |
|                     | kartki: · Doukouré 58' |                | kartki: · 33' Thauvin · 82' Sakai · 90+1' Fanni |                                                                                               |

| 4 lutego 2017 17:00 | AS Monaco · Germain 48' · Falcao 60', 81' | 3:0(0:0)Raport | OGC Nice           | Stadion Ludwika II, Monako Widzów: 16 049 Sędzia: Benoît Bastien (Lotaryngia) |
|                     | kartki: · Jemerson 57'                    |                | kartki: · 13' Seri |                                                                               |

| 4 lutego 2017 20:00 | Girondins Bordeaux · Ménez 56' | 1:1(0:0)Raport | Stade Rennes · 69' Gourcuff | Stade Matmut-Atlantique, Bordeaux Widzów: 16 588 Sędzia: Sébastien Desiage (Rodan-Alpy) |
|                     | kartki: · Pallois 80'          |                | kartki: · 27' Baal          |                                                                                         |

| 4 lutego 2017 20:00 | Dijon FCO · Tavares 31' | 1:3(1:1)Raport | Paris Saint-Germain · 29' Lucas Moura · 81' Silva · 85' Cavani | Stade Gaston Gérard, Dijon Widzów: 13 416 Sędzia: Amaury Delerue (Akwitania) |
|                     | kartki: · Rüfli 53'     |                | kartki: · 32' Motta · 87' Aurier                               |                                                                              |

| 4 lutego 2017 20:00 | EA Guingamp          | 0:1(0:0)Raport | SM Caen · 90+3' Karamoh          | Stade du Roudourou, Guingamp Widzów: 14 428 Sędzia: Johan Hamel (Langwedocja-Roussillon) |
|                     | kartki: · Diallo 38' |                | kartki: · 69' Bessat · 83' Yahia |                                                                                          |

| 4 lutego 2017 20:00 | Lille OSC           | 0:1(0:0)Raport | Lorient · 49' Aliadière | Stade Pierre-Mauroy, Villeneuve-d’Ascq Widzów: 38 153 Sędzia: Jérôme Miguelgorry (Akwitania) |
|                     | kartki: · Béria 65' |                | kartki: · 41' Wakaso    |                                                                                              |

| 4 lutego 2017 20:00 | Montpellier HSC · Mounié 17', 64'                    | 2:1(1:1)Raport | Bastia · 35' Crivelli                | Stade de la Mosson, Montpellier Widzów: 8 960 Sędzia: Olivier Thual (Akwitania) |
|                     | kartki: · Skhiri 19' · Roussillon 37' · Deplagne 90' |                | kartki: · 31' Oniangué · 90+3' Djiku |                                                                                 |

| 5 lutego 2017 15:00 | Toulouse FC · Delort 47' · Braithwaite 56' (k.) · Trejo 69' · Toivonen 89' | 4:0(0:0)Raport | Angers SCO                                                  | Stadium Municipal, Tuluza Widzów: 15 303 Sędzia: Jérôme Brisard (Maine) |
|                     | kartki: · Trejo 55' · Bodiger 66'                                          |                | kartki: · 39' Cissokho · 45' Pépé · 48' Tahrat · 55' Petrić |                                                                         |

| 5 lutego 2017 17:00 | FC Nantes                                      | 0:2(0:0)Raport | Nancy · 50' Dia · 64' Cétout          | Stade de la Beaujoire, Nantes Widzów: 20 250 Sędzia: Clément Turpin (Burgundia) |
|                     | kartki: · Pardo 66' · Dubois 72' · Harit 90+3' |                | kartki: · 52' Diarra · 90+3' Muratori |                                                                                 |

| 5 lutego 2017 21:00 | AS Saint-Étienne · Monnet-Paquet 9' · Hamouma 23' | 2:0(2:0)Raport | Olympique Lyon                                                           | Stade Geoffroy-Guichard, Saint-Étienne Widzów: 37 029 Sędzia: Tony Chapron (Rodan-Alpy) |
|                     | kartki: · Søderlund 69' · Pajot 75'               |                | kartki: · 43' Fekir · 61' Lacazette · 86', 90+2' Ghezzal · 90+3' Tolisso |                                                                                         |

### 24. kolejka (7 lutego - 8 lutego, 1 marca)
| 7 lutego 2017 19:00 | SM Caen              | 0:4(0:2)Raport | Girondins Bordeaux · 11' Rolán · 23', 63' Kamano · 90' Plašil | Stade Michel d’Ornano, Caen Widzów: 15 542 Sędzia: Benoît Bastien (Lotaryngia) |
|                     | kartki: · Adeoti 51' |                | kartki: · 10' Sabaly                                          |                                                                                |

| 7 lutego 2017 19:00 | Montpellier HSC · Hilton 48' | 1:2(0:2)Raport | AS Monaco · 16' Glik · 21' Mbappé       | Stade de la Mosson, Montpellier Widzów: 12 433 Sędzia: Mikael Lesage (Dolna Normandia) |
|                     | kartki: · Sylla 15'          |                | kartki: · 72' Mendy · 82', 88' Jemerson |                                                                                        |

| 7 lutego 2017 21:00 | Paris Saint-Germain · Cavani 70' · Lucas Moura 90+2' | 2:1(0:0)Raport | Lille OSC · 86' de Préville                        | Parc des Princes, Paryż Widzów: 42 885 Sędzia: François Letexier (Bretania) |
|                     | kartki: · Kimpembe 60'                               |                | kartki: · 30' Benzia · 83' Corchia · 90+2' Enyeama |                                                                             |

| 8 lutego 2017 19:00 | Angers SCO                          | 0:0Raport | Stade Rennes                   | Stade Jean Bouin, Angers Widzów: 10 897 Sędzia: Clément Turpin (Burgundia) |
|                     | kartki: · Diedhiou 39' · Thomas 78' |           | kartki: · 52' André · 85' Baal |                                                                            |

| 8 lutego 2017 19:00 | Lorient · Marveaux 60'            | 1:1(0:1)Raport | Toulouse FC · 24' Delort          | Stade du Moustoir, Lorient Widzów: 13 230 Sędzia: Karim Abed (Méditerranée) |
|                     | kartki: · Le Goff 26' · Waris 47' |                | kartki: · 71' Toivonen · 75' Diop |                                                                             |

| 8 lutego 2017 19:00 | Olympique Lyon · Valbuena 39' · Fekir 43' · Lacazette 54' (k.) · Depay 58' | 4:0(2:0)Raport | Nancy                  | Parc OL, Décines-Charpieu Widzów: 28 349 Sędzia: Bartolomeu Varela (Bretania) |
|                     | kartki: · Gonalons 51'                                                     |                | kartki: · 80' Mandanne |                                                                               |

| 8 lutego 2017 19:00 | FC Metz · Sarr 46' · Diabaté 66' (k.) | 2:1(0:0)Raport | Dijon FCO · 78' Varrault                            | Stade Municipal Saint-Symphorien, Metz Widzów: 11 971 Sędzia: Sébastien Desiage (Rodan-Alpy) |
|                     | kartki: · Philipps 43'                |                | kartki: · 30', 60' Lotiès · 67' Balmont · 73' Marié |                                                                                              |

| 8 lutego 2017 19:00 | OGC Nice · Cyprien 7'  | 1:0(1:0)Raport | AS Saint-Étienne                                             | Allianz Riviera, Nicea Widzów: 18 225 Sędzia: Amaury Delerue (Akwitania) |
|                     | kartki: · Belhanda 36' |                | kartki: · 38' Hamouma · 40' Théophile-Catherine · 45' Selnæs |                                                                          |

| 8 lutego 2017 21:00 | Olympique Marsylia · Gomis 26' · Payet 76' | 2:0(1:0)Raport | EA Guingamp        | Orange Vélodrome, Marsylia Widzów: 28 560 Sędzia: Benoît Millot (Île-de-France) |
|                     | kartki: · Gomis 42' · Rolando 77'          |                | kartki: · 38' Coco |                                                                                 |

| 1 marca 2017 19:30 | Bastia · Danic 69' · Oniangué 75'                          | 2:2(0:0)Raport | FC Nantes · 78' Sala · 90+2' Diego Carlos | Stade Armand Cesari, Bastia Widzów: 11 539 Sędzia: Ruddy Buquet (Pikardia) |
|                    | kartki: · Djiku 10' · Mostefa 14' · Keita 86' · Nangis 88' |                | kartki: · 78' Bammou                      |                                                                            |

### 25. kolejka (10 lutego - 12 lutego)
| 10 lutego 2017 20:45 | Girondins Bordeaux | 0:3(0:2)Raport | Paris Saint-Germain · 6', 47' Cavani · 40' Di María | Stade Matmut-Atlantique, Bordeaux Widzów: 37 823 Sędzia: Nicolas Rainville (Langwedocja-Roussillon) |
|                      |                    |                | kartki: · 21' Motta                                 | |

| 11 lutego 2017 17:00 | EA Guingamp · Diallo 30' · Benezet 34'     | 2:1(2:1)Raport | Olympique Lyon · 10' Lacazette           | Stade du Roudourou, Guingamp Widzów: 15 242 Sędzia: Frank Schneider (Alzacja) |
|                      | kartki: · Sankoh 35' · Martins Pereira 59' |                | kartki: · 20' Diakhaby · 27' Yanga-Mbiwa |                                                                               |

| 11 lutego 2017 20:00 | Dijon FCO · Abeid 41' · Diony 86' | 2:0(1:0)Raport | SM Caen | Stade Gaston Gérard, Dijon Widzów: 9 614 Sędzia: Jérôme Brisard (Maine) |
|                      | kartki: · Marié 47'               |                |         |                                                                         |

| 11 lutego 2017 20:00 | Lille OSC · Bissouma 27'              | 1:2(1:1)Raport | Angers SCO · 20' Capelle · 60' Thomas | Stade Pierre-Mauroy, Villeneuve-d’Ascq Widzów: 25 731 Sędzia: Bartolomeu Varela (Bretania) |
|                      | kartki: · El Ghazi 62' · Bissouma 83' |                | kartki: · 24' Traoré · 81' Diedhiou   |                                                                                            |

| 11 lutego 2017 20:00 | AS Monaco · Mbappé 7', 20', 49' · Falcao 10', 55' | 5:0(3:0)Raport | FC Metz                                             | Stadion Ludwika II, Monako Widzów: 6 069 Sędzia: Olivier Thual (Akwitania) |
|                      | kartki: · Mendy 61'                               |                | kartki: · 63' Mollet · 66' Rivierez · 77' Signorino |                                                                            |

| 11 lutego 2017 20:00 | Nancy                                                | 0:3(0:2)Raport | Montpellier HSC · 10', 60' Mbenza · 19' Mounié | Stade Marcel Picot, Tomblaine Widzów: 17 611 Sędzia: Sébastien Desiage (Rodan-Alpy) |
|                      | kartki: · Robic 30' · Badila 39' · Aït Bennasser 75' |                | kartki: · 56' Mukiele · 70' Pokorný            |                                                                                     |

| 11 lutego 2017 20:00 | Toulouse FC · Delort 38' · Braithwaite 43', 76' (k.) · Diop 87' | 4:1(2:0)Raport | Bastia · 53' Oniangué                                       | Stadium Municipal, Tuluza Widzów: 11 218 Sędzia: Jérôme Miguelgorry (Akwitania) |
|                      | kartki: · Bodiger 57' · Blin 59' · Diop 87'                     |                | kartki: · 36', 74' Saint-Ruf · 40', 61' Cahuzac · 60' Keita |                                                                                 |

| 12 lutego 2017 15:00 | Stade Rennes · Amalfitano 7' · Sio 21' | 2:2(2:0)Raport | OGC Nice · 59' Donis · 81' Eysseric | Roazhon Park, Rennes Widzów: 25 665 Sędzia: Johan Hamel (Langwedocja-Roussillon) |
|                      | kartki: · Mendes 89'                   |                | kartki: · 86' Belhanda · 89' Obbadi |                                                                                  |

| 12 lutego 2017 17:00 | AS Saint-Étienne · Perrin 18' · Veretout 21' · Hamouma 58' · Jorginho 90+1' | 4:0(2:0)Raport | Lorient | Stade Geoffroy-Guichard, Saint-Étienne Widzów: 25 498 Sędzia: Benoît Millot (Île-de-France) |
|                      |                                                                             |                |         |                                                                                             |

| 12 lutego 2017 21:00 | FC Nantes · Diego Carlos 12' · Stępiński 20' · Thomasson 50' | 3:2(2:0)Raport | Olympique Marsylia · 49', 61' Gomis | Stade de la Beaujoire, Nantes Widzów: 32 471 Sędzia: François Letexier (Bretania) |
|                      | kartki: · Djidji 53'                                         |                | kartki: · 43' Thauvin               |                                                                                   |

### 26. kolejka (17 lutego - 19 lutego)
| 17 lutego 2017 20:45 | Bastia · Diallo 19'                  | 1:1(1:0)Raport | AS Monaco · 52' Silva | Stade Armand Cesari, Bastia Widzów: 10 059 Sędzia: Clément Turpin (Burgundia) |
|                      | kartki: · Coulibaly 21' · Nangis 89' |                |                       |                                                                               |

| 18 lutego 2017 17:00 | Olympique Marsylia · N’Jie 59' · Thauvin 64' | 2:0(0:0)Raport | Stade Rennes | Orange Vélodrome, Marsylia Widzów: 45 395 Sędzia: Mikael Lesage (Dolna Normandia) |
|                      | kartki: · Vainqueur 61'                      |                |              |                                                                                   |

| 18 lutego 2017 20:00 | Angers SCO · Bamba 5' | 1:0(1:0)Raport | Nancy                | Stade Jean Bouin, Angers Widzów: 10 569 Sędzia: Olivier Thual (Akwitania) |
|                      |                       |                | kartki: · 10' Diarra |                                                                           |

| 18 lutego 2017 20:00 | SM Caen             | 0:1(0:0)Raport | Lille OSC · 69' El Ghazi              | Stade Michel d’Ornano, Caen Widzów: 15 897 Sędzia: Karim Abed (Méditerranée) |
|                      | kartki: · Yahia 55' |                | kartki: · 31' El Ghazi · 63' Soumaoro |                                                                              |

| 18 lutego 2017 20:00 | Lorient                                               | 0:1(0:1)Raport | OGC Nice · 15' Cyprien                               | Stade du Moustoir, Lorient Widzów: 10 537 Sędzia: Tony Chapron (Rodan-Alpy) |
|                      | kartki: · Marveaux 29' · Bellugou 53' · Moukandjo 67' |                | kartki: · 43' Obbadi · 68' Balotelli · 79' Cardinale |                                                                             |

| 18 lutego 2017 20:00 | FC Metz · Diabaté 90+1' (k.) | 1:1(0:0)Raport | FC Nantes · 68' Rongier                                          | Stade Municipal Saint-Symphorien, Metz Widzów: 13 023 Sędzia: Bartolomeu Varela (Bretania) |
|                      | kartki: · Diabaté 34'        |                | kartki: · 43' Djidji · 56' Gillet · 72' Bammou · 90' Vizcarrondo |                                                                                            |

| 19 lutego 2017 15:00 | Girondins Bordeaux · Kamano 13' · Pallois 43' · Laborde 71' | 3:0(2:0)Raport | EA Guingamp                                                   | Stade Matmut-Atlantique, Bordeaux Widzów: 18 724 Sędzia: Johan Hamel (Langwedocja-Roussillon) |
|                      | kartki: · Vada 23' · Jovanović 26'                          |                | kartki: · 19' Lévêque · 25', 59' Martins Pereira · 51' Bodmer |                                                                                               |

| 19 lutego 2017 17:00 | Olympique Lyon · Tolisso 11', 80' · Lacazette 84' (k.) · Fekir 90' | 4:2(1:1)Raport | Dijon FCO · 30' Tavares · 48' Diony                                | Parc OL, Décines-Charpieu Widzów: 35 197 Sędzia: Benoît Millot (Île-de-France) |
|                      | kartki: · Mammana 70'                                              |                | kartki: · 55' Balmont · 57' Haddadi · 66' Amalfitano · 83' Tavares |                                                                                |

| 19 lutego 2017 17:00 | Montpellier HSC · Lasne 49' · Mounié 68' | 2:1(0:1)Raport | AS Saint-Étienne · 12' Monnet-Paquet | Stade de la Mosson, Montpellier Widzów: 12 435 Sędzia: François Letexier (Bretania) |
|                      | kartki: · Sessègnon 24'                  |                | kartki: · 26', 51' Jorginho          |                                                                                     |

| 19 lutego 2017 21:00 | Paris Saint-Germain    | 0:0Raport | Toulouse FC                                      | Parc des Princes, Paryż Widzów: 45 492 Sędzia: Amaury Delerue (Akwitania) |
|                      | kartki: · Kimpembe 17' |           | kartki: · 38' Amian · 49' Braithwaite · 72' Yago |                                                                           |

### 27. kolejka (24 lutego - 26 lutego)
| 24 lutego 2017 19:00 | FC Nantes · Bammou 3' · Sala 59' (k.) · Pardo 79'       | 3:1(1:1)Raport | Dijon FCO · 37' (sam.) Dubois                       | Stade de la Beaujoire, Nantes Widzów: 19 915 Sędzia: Tony Chapron (Rodan-Alpy) |
|                      | kartki: · Sala 35' · Vizcarrondo 66' · Diego Carlos 76' |                | kartki: · 45+1' Lotiès · 81' Abdelhamid · 85' Diony |                                                                                |

| 24 lutego 2017 20:45 | OGC Nice · Le Bihan 68', 85'          | 2:1(0:1)Raport | Montpellier HSC · 9' Mounié | Allianz Riviera, Nicea Widzów: 18 998 Sędzia: Frank Schneider (Alzacja) |
|                      | kartki: · Belhanda 49' · Henrique 71' |                | kartki: · 85' Sylla         |                                                                         |

| 25 lutego 2017 17:00 | EA Guingamp · Didot 90'                          | 1:2(0:1)Raport | AS Monaco · 24' Glik · 86' (k.) Fabinho | Stade du Roudourou, Guingamp Widzów: 15 912 Sędzia: Amaury Delerue (Akwitania) |
|                      | kartki: · Ikoko 62' · Johnsson 86' · Didot 90+3' |                | kartki: · 33' Fabinho · 64' Sidibé      |                                                                                |

| 25 lutego 2017 20:00 | Angers SCO · Toko Ekambi 18', 57' · Bourillon 79' | 3:0(1:0)Raport | Bastia                | Stade Jean Bouin, Angers Widzów: 12 205 Sędzia: Karim Abed (Méditerranée) |
|                      | kartki: · Cissokho 50' · Bérigaud 80'             |                | kartki: · 74' Cahuzac |                                                                           |

| 25 lutego 2017 20:00 | Lille OSC · de Préville 66' (k.) · Éder 67'                                             | 2:3(0:1)Raport | Girondins Bordeaux · 16' Vada · 78', 82' Ounas | Stade Pierre-Mauroy, Villeneuve-d’Ascq Widzów: 28 772 Sędzia: Sébastien Desiage (Rodan-Alpy) |
|                      | kartki: · Palmieri 36', 80' · Amadou 40' · Xeka 66' · Corchia 89' · Mavuba 90+2', 90+2' |                | kartki: · 42' Vada · 90+3' Gajić               |                                                                                              |

| 25 lutego 2017 20:00 | Nancy                                | 0:0Raport | Toulouse FC                                         | Tomblaine, Stade Marcel Picot Widzów: 16 323 Sędzia: Benoît Millot (Île-de-France) |
|                      | kartki: · Pedretti 73' · Cuffaut 82' |           | kartki: · 42' Braithwaite · 69' Yago · 90+2' Lafont |                                                                                    |

| 25 lutego 2017 20:00 | Stade Rennes · Sio 19' | 1:0(1:0)Raport | Lorient                                          | Roazhon Park, Rennes Widzów: 25 791 Sędzia: Nicolas Rainville (Langwedocja-Roussillon) |
|                      |                        |                | kartki: · 2' Touré · 80' Peybernes · 90+3' Waris |                                                                                        |

| 26 lutego 2017 15:00 | AS Saint-Étienne | 0:1(0:1)Raport | SM Caen · 33' Rodelin             | Stade Geoffroy-Guichard, Saint-Étienne Widzów: 26 196 Sędzia: Ruddy Buquet (Pikardia) |
|                      |                  |                | kartki: · 74' Rodelin · 79' Seube |                                                                                       |

| 26 lutego 2017 17:00 | Olympique Lyon · Depay 43', 53' · Balliu 74' (sam.) · Lacazette 78' · Valbuena 90+2' | 5:0(1:0)Raport | FC Metz                                       | Parc OL, Décines-Charpieu Widzów: 32 488 Sędzia: François Letexier (Bretania) |
|                      | kartki: · Diakhaby 72'                                                               |                | kartki: · 5' Vion · 21' Diagné · 41' Doukouré |                                                                               |

| 26 lutego 2017 21:00 | Olympique Marsylia · Fanni 69'   | 1:5(0:2)Raport | Paris Saint-Germain · 9' Marquinhos · 16' Cavani · 50' Lucas Moura · 61' Draxler · 72' Matuidi | Orange Vélodrome, Marsylia Widzów: 65 252 Sędzia: Benoît Bastien (Lotaryngia) |
|                      | kartki: · Evra 38' · Cabella 84' |                | kartki: · 29' Verratti · 83' Draxler                                                           |                                                                               |

### 28. kolejka (3 marca - 5 marca)
| 3 marca 2017 20:45 | Girondins Bordeaux · Vada 16'                                                 | 1:1(1:0)Raport | Olympique Lyon · 79' Mammana                                 | Stade Matmut-Atlantique, Bordeaux Widzów: 31 511 Sędzia: Frank Schneider (Alzacja) |
|                    | kartki: · Gajić 26' · Jovanović 36' · Malcom 38' · Toulalan 57' · Pallois 90' |                | kartki: · 4' Morel · 21' Gonalons · 85' Valbuena · 90' Ferri |                                                                                    |

| 4 marca 2017 17:00 | Paris Saint-Germain · Cavani 80'     | 1:0(0:0)Raport | Nancy                                          | Parc des Princes, Paryż Widzów: 47 032 Sędzia: Antony Gautier (Nord-Pas-de-Calais) |
|                    | kartki: · Matuidi 46' · Kimpembe 61' |                | kartki: · 37' Maouassa · 45+3' Dia · 55' Koura |                                                                                    |

| 4 marca 2017 20:00 | Bastia                              | 0:0Raport | AS Saint-Étienne                    | Stade Armand Cesari, Bastia Widzów: 10 174 Sędzia: Nicolas Rainville (Langwedocja-Roussillon) |
|                    | kartki: · Saint-Ruf 44' · Danic 70' |           | kartki: · 66' Lemoine · 77' Corgnet |                                                                                               |

| 4 marca 2017 20:00 | SM Caen · Rodelin 11' · Santini 67' | 2:3(1:2)Raport | Angers SCO · 5' Toko Ekambi · 21' N’Doye · 48' (k.) Mangani | Stade Michel d’Ornano, Caen Widzów: 16 564 Sędzia: Tony Chapron (Rodan-Alpy) |
|                    | kartki: · Guilbert 35'              |                | kartki: · 73' N’Doye · 88' Martinez                         |                                                                              |

| 4 marca 2017 20:00 | Dijon FCO                            | 0:1(0:0)Raport | OGC Nice · 69' Cyprien | Stade Gaston Gérard, Dijon Widzów: 10 209 Sędzia: Bartolomeu Varela (Bretania) |
|                    | kartki: · Abeid 24' · Lees-Melou 27' |                | kartki: · 37' Cyprien  |                                                                                |

| 4 marca 2017 20:00 | FC Metz · Diabaté 45+1'                          | 1:1(1:0)Raport | Stade Rennes · 90' Saïd                        | Stade Municipal Saint-Symphorien, Metz Widzów: 16 153 Sędzia: Benoît Millot (Île-de-France) |
|                    | kartki: · Diabaté 18' · Falette 62' · Balliu 72' |                | kartki: · 11' Gnagnon · 34' Gourcuff · 56' Sio |                                                                                             |

| 4 marca 2017 20:00 | Montpellier HSC · Mounié 50' | 1:1(0:0)Raport | EA Guingamp · 85' Briand | Stade de la Mosson, Montpellier Widzów: 9 182 Sędzia: Jérôme Brisard (Maine) |
|                    | kartki: · Sylla 86'          |                |                          |                                                                              |

| 5 marca 2017 15:00 | Lorient · Moukandjo 73'            | 1:4(0:2)Raport | Olympique Marsylia · 6' Rolando · 19' Payet · 53' Thauvin · 56' Sanson | Stade du Moustoir, Lorient Widzów: 13 757 Sędzia: Clément Turpin (Burgundia) |
|                    | kartki: · Touré 5' · Peybernes 47' |                | kartki: · 25' Vainqueur                                                |                                                                              |

| 5 marca 2017 17:00 | Toulouse FC · Jullien 30'       | 1:1(1:0)Raport | Lille OSC · 80' Benzia           | Stadium Municipal, Tuluza Widzów: 12 621 Sędzia: Johan Hamel (Langwedocja-Roussillon) |
|                    | kartki: · Yago 68' · Lafont 80' |                | kartki: · 51' Éder · 84' Enyeama |                                                                                       |

| 5 marca 2017 21:00 | AS Monaco · Mbappé 4', 45+1' · Germain 43' · Fabinho 59' (k.) | 4:0(3:0)Raport | FC Nantes                        | Stadion Ludwika II, Monako Widzów: 7 649 Sędzia: Mikael Lesage (Dolna Normandia) |
|                    | kartki: · Jemerson 45' · Sidibé 66'                           |                | kartki: · 42' Pardo · 88' Bammou |                                                                                  |

### 29. kolejka (10 marca - 12 marca)
| 10 marca 2017 19:00 | OGC Nice · Balotelli 71' · Donis 77' | 2:2(0:1)Raport | SM Caen · 36' Santini · 50' Karamoh | Allianz Riviera, Nicea Widzów: 23 640 Sędzia: François Letexier (Bretania) |
|                     | kartki: · Souquet 41' · Donis 89'    |                | kartki: · 56' Ben Youssef           |                                                                            |

| 10 marca 2017 20:45 | Olympique Marsylia · Thauvin 9', 77' · Cabella 20' | 3:0(2:0)Raport | Angers SCO | Orange Vélodrome, Marsylia Widzów: 33 954 Sędzia: Frank Schneider (Alzacja) |
|                     | kartki: · Bedimo 88'                               |                |            |                                                                             |

| 11 marca 2017 16:45 | AS Monaco · Mbappé 68' · Moutinho 74' | 2:1(0:0)Raport | Girondins Bordeaux · 84' Rolán                  | Stadion Ludwika II, Monako Widzów: 11 009 Sędzia: Ruddy Buquet (Pikardia) |
|                     | kartki: · Fabinho 27'                 |                | kartki: · 88' Ménez · 88' Gajić · 90+2' Pallois |                                                                           |

| 11 marca 2017 20:00 | EA Guingamp · Salibur 48' · Deaux 57' · Briand 70' · Blas 79' · Mendy 87' | 5:0(0:0)Raport | Bastia                                               | Stade du Roudourou, Guingamp Widzów: 14 419 Sędzia: Antony Gautier (Nord-Pas-de-Calais) |
|                     |                                                                           |                | kartki: · 14' Nangis · 35' Oniangué · 39', 60' Danic |                                                                                         |

| 11 marca 2017 20:00 | Montpellier HSC · Mounié 12' · Boudebouz 84' | 2:3(1:1)Raport | FC Nantes · 24', 68' Nakoulma · 89' Sala       | Stade de la Mosson, Montpellier Widzów: 10 722 Sędzia: Karim Abed (Méditerranée) |
|                     |                                              |                | kartki: · 11' Gillet · 45' Nakoulma · 73' Sala |                                                                                  |

| 11 marca 2017 20:00 | Nancy · Dia 31'                                                  | 1:2(1:0)Raport | Lille OSC · 63' (k.) de Préville · 81' Lopes | Stade Marcel Picot, Tomblaine Widzów: 17 500 Sędzia: Amaury Delerue (Akwitania) |
|                     | kartki: · Maouassa 49' · Cétout 76' · Pedretti 76' · Cuffaut 86' |                | kartki: · 65' Lopes · 86' de Préville        |                                                                                 |

| 11 marca 2017 20:00 | Stade Rennes · Saïd 58'              | 1:1(0:1)Raport | Dijon FCO · 42' Tavares | Roazhon Park, Rennes Widzów: 19 067 Sędzia: Olivier Thual (Akwitania) |
|                     | kartki: · Bensebaini 41' · Danzé 85' |                | kartki: · 3' Chafik     |                                                                       |

| 12 marca 2017 15:00 | AS Saint-Étienne · Berić 53' · Perrin 90+5' | 2:2(0:1)Raport | FC Metz · 1' Sarr · 67' Falette | Stade Geoffroy-Guichard, Saint-Étienne Widzów: 24 184 Sędzia: Jérôme Miguelgorry (Akwitania) |
|                     |                                             |                | kartki: · 69' Doukouré          |                                                                                              |

| 12 marca 2017 17:00 | Olympique Lyon · Jallet 36' · Cornet 47' · Depay 53', 82' | 4:0(1:0)Raport | Toulouse FC                    | Parc OL, Décines-Charpieu Widzów: 34 463 Sędzia: Benoît Bastien (Lotaryngia) |
|                     | kartki: · Darder 4'                                       |                | kartki: · 32' Yago · 88' Trejo |                                                                              |

| 12 marca 2017 21:00 | Lorient · Ciani 69'                   | 1:2(0:1)Raport | Paris Saint-Germain · 28' (sam.) Jeannot · 52' Nkunku | Stade du Moustoir, Lorient Widzów: 13 643 Sędzia: Tony Chapron (Rodan-Alpy) |
|                     | kartki: · Moreira 72' · Peybernes 83' |                | kartki: · 76' Nkunku                                  |                                                                             |

### 30. kolejka (17 marca - 19 marca)
| 17 marca 2017 19:00 | FC Metz · Cioni 47' (sam.)         | 1:0(0:0)Raport | Bastia                           | Stade Municipal Saint-Symphorien, Metz Widzów: 17 006 Sędzia: Johan Hamel (Langwedocja-Roussillon) |
|                     | kartki: · Balliu 50' · Nguette 69' |                | kartki: · 38' Cioni · 78' Ngando | |

| 17 marca 2017 20:45 | Lille OSC          | 0:0Raport | Olympique Marsylia                                          | Stade Pierre-Mauroy, Villeneuve-d’Ascq Widzów: 40 485 Sędzia: Mikael Lesage (Dolna Normandia) |
|                     | kartki: · Xeka 49' |           | kartki: · 26' Bedimo · 68' Sanson · 87' Payet · 90+1' Sakai |                                                                                               |

| 18 marca 2017 17:00 | FC Nantes · Sala 22'                                   | 1:1(1:1)Raport | OGC Nice · 28' Seri    | Stade de la Beaujoire, Nantes Widzów: 25 854 Sędzia: Benoît Millot (Île-de-France) |
|                     | kartki: · Lima 51' · Diego Carlos 64' · Nakoulma 90+3' |                | kartki: · 45' Eysseric |                                                                                    |

| 18 marca 2017 20:00 | Angers SCO · Bamba 63' · Mangani 69' · Diedhiou 83' | 3:0(0:0)Raport | EA Guingamp         | Stade Jean Bouin, Angers Widzów: 13 490 Sędzia: Jérôme Brisard (Maine) |
|                     | kartki: · N’Doye 36' · Bamba 48'                    |                | kartki: · 56' Didot |                                                                        |

| 18 marca 2017 20:00 | Girondins Bordeaux · Rolán 25', 76' · Sankharé 29' · Vada 32' (k.) · Malcom 90+2' | 5:1(3:0)Raport | Montpellier HSC · 47' (k.) Boudebouz | Stade Matmut-Atlantique, Bordeaux Widzów: 19 341 Sędzia: Bartolomeu Varela (Bretania) |
|                     |                                                                                   |                | kartki: · 81' Congré                 |                                                                                       |

| 18 marca 2017 20:00 | Nancy · Maouassa 28' · Dia 42' (k.) | 2:3(2:0)Raport | Lorient · 66' Moukandjo · 86' Lautoa · 90+4' Mvuemba | Stade Marcel Picot, Tomblaine Widzów: 16 549 Sędzia: Frank Schneider (Alzacja) |
|                     | kartki: · Guidileye 88'             |                | kartki: · 37' Wakaso · 55' Lautoa                    |                                                                                |

| 18 marca 2017 20:00 | Toulouse FC                         | 0:0Raport | Stade Rennes                       | Stadium Municipal, Tuluza Widzów: 15 635 Sędzia: Sébastien Desiage (Rodan-Alpy) |
|                     | kartki: · Blin 56', 62' · Sylla 86' |           | kartki: · 45' Bensebaini · 78' Sio |                                                                                 |

| 19 marca 2017 15:00 | SM Caen                | 0:3(0:1)Raport | AS Monaco · 13', 81' Mbappé · 49' (k.) Fabinho | Stade Michel d’Ornano, Caen Widzów: 19 399 Sędzia: Antony Gautier (Nord-Pas-de-Calais) |
|                     | kartki: · Da Silva 38' |                |                                                |                                                                                        |

| 18 marca 2017 17:00 | Dijon FCO                       | 0:1(0:0)Raport | AS Saint-Étienne · 77' Veretout | Stade Gaston Gérard, Dijon Widzów: 12 960 Sędzia: Benoît Bastien (Lotaryngia) |
|                     | kartki: · Diony 65' · Abeid 83' |                | kartki: · 90+1' M’Bengue        |                                                                               |

| 19 marca 2017 21:00 | Paris Saint-Germain · Rabiot 34' · Draxler 40' | 2:1(2:1)Raport | Olympique Lyon · 6' Lacazette | Parc des Princes, Paryż Widzów: 47 253 Sędzia: Clément Turpin (Burgundia) |
|                     | kartki: · Rabiot 16' · Cavani 20'              |                | kartki: · 64' Gonalons        |                                                                           |

### 31. kolejka (31 marca - 2 kwietnia, 18 kwietnia, 17 maja)
| 31 marca 2017 19:00 | EA Guingamp · Privat 59'      | 1:0(0:0)Raport | Nancy                                              | Stade du Roudourou, Guingamp Widzów: 14 279 Sędzia: Jérôme Miguelgorry (Akwitania) |
|                     | kartki: · Martins Pereira 77' |                | kartki: · 16' Maouassa · 27' Diagne · 69' Muratori |                                                                                    |

| 1 kwietnia 2027 17:00 | Olympique Marsylia · Payet 48'    | 1:1(0:1)Raport | Dijon FCO · 45+1' (sam.) Sertic                                   | Orange Vélodrome, Marsylia Widzów: 36 116 Sędzia: Johan Hamel (Langwedocja-Roussillon) |
|                       | kartki: · Gomis 14' · Rolando 72' |                | kartki: · 16' Chang-hoon · 37' Tavares · 51' Abeid · 67' Varrault |                                                                                        |

| 1 kwietnia 2017 19:00 | Bastia                 | 0:1(0:0)Raport | Lille OSC · 48' de Préville | Stade Armand Cesari, Bastia Widzów: 9 908 Sędzia: Benoît Millot (Île-de-France) |
|                       | kartki: · Crivelli 65' |                | kartki: · 25' Béria         |                                                                                 |

| 2 kwietnia 2017 15:00 | Stade Rennes · Mubele 82'           | 1:1(0:0)Raport | Olympique Lyon · 53' Cornet | Roazhon Park, Rennes Widzów: 23 673 Sędzia: Antony Gautier (Nord-Pas-de-Calais) |
|                       | kartki: · Bensebaini 5' · Danzé 60' |                | kartki: · 90+2' Yanga-Mbiwa |                                                                                 |

| 2 kwietnia 2017 17:00 | Lorient · Moukandjo 29'            | 1:0(1:0)Raport | SM Caen                            | Stade du Moustoir, Lorient Widzów: 14 149 Sędzia: Karim Abed (Méditerranée) |
|                       | kartki: · Bellugou 49' · Ciani 54' |                | kartki: · 70' Yahia · 81' Da Silva |                                                                             |

| 2 kwietnia 2017 17:00 | Montpellier HSC                   | 0:1(0:1)Raport | Toulouse FC · 45' Delort         | Stade de la Mosson, Montpellier Widzów: 22 217 Sędzia: Tony Chapron (Rodan-Alpy) |
|                       | kartki: · Skhiri 26' · Hilton 71' |                | kartki: · 47' Jean · 73' Bodiger |                                                                                  |

| 2 kwietnia 2017 17:00 | FC Nantes · Nakoulma 47', 54' | 2:1(0:0)Raport | Angers SCO · 55' Diedhiou            | Stade de la Beaujoire, Nantes Widzów: 28 192 Sędzia: Olivier Thual (Akwitania) |
|                       | kartki: · Oliveira 76'        |                | kartki: · 21' Cissokho · 86' Manceau |                                                                                |

| 2 kwietnia 2017 21:00 | OGC Nice · Balotelli 16' (k.) · Eysseric 27'          | 2:1(2:1)Raport | Girondins Bordeaux · 9' Laborde | Allianz Riviera, Nicea Widzów: 19 669 Sędzia: Benoît Bastien (Lotaryngia) |
|                       | kartki: · Souquet 40' · Cardinale 82' · Balotelli 88' |                | kartki: · 24' Jovanović         |                                                                           |

| 18 kwietnia 2017 18:30 | FC Metz · Jouffre 78' · Diabaté 88' | 2:3(0:2)Raport | Paris Saint-Germain · 33' Cavani · 36', 90+3' Matuidi | Stade Municipal Saint-Symphorien, Metz Widzów: 20 693 Sędzia: Johan Hamel (Langwedocja-Roussillon) |
|                        | kartki: · Diagne 42'                |                | kartki: · 90+1' Kimpembe                              | |

| 17 maja 2017 21:00 | AS Monaco · Mbappé 19' · Germain 90+3' | 2:0(1:0)Raport | AS Saint-Étienne      | Stadion Ludwika II, Monako Widzów: 14 299 Sędzia: Clément Turpin (Burgundia) |
|                    | kartki: · Silva 67'                    |                | kartki: · 78' Lacroix |                                                                              |

### 32. kolejka (7 kwietnia - 9 kwietnia)
| 7 kwietnia 2017 20:45 | Lille OSC · Amadou 14' | 1:2(1:2)Raport | OGC Nice · 17', 45' Balotelli | Stade Pierre-Mauroy, Villeneuve-d’Ascq Widzów: 32 107 Sędzia: Amaury Delerue (Akwitania) |
|                       | kartki: · Mavuba 74'   |                | kartki: · 61' Dante           |                                                                                          |

| 8 kwietnia 2017 17:00 | Angers SCO                         | 0:1(0:0)Raport | AS Monaco · 61' Falcao | Stade Raymond Kopa, Angers Widzów: 15 235 Sędzia: Bartolomeu Varela (Bretania) |
|                       | kartki: · Mangani 77' · N’Doye 84' |                | kartki: · 77' Dirar    |                                                                                |

| 8 kwietnia 2017 20:00 | Girondins Bordeaux · Malcom 14' · Vada 50' (k.), 52' | 3:0(1:0)Raport | FC Metz                                                | Stade Matmut-Atlantique, Bordeaux Widzów: 19 835 Sędzia: Sébastien Desiage (Rodan-Alpy) |
|                       | kartki: · Sankharé 7' · Toulalan 11'                 |                | kartki: · 31' Cohade · 90' Mollet · 90+3' Assou-Ekotto |                                                                                         |

| 8 kwietnia 2017 20:00 | SM Caen                                                          | 0:2(0:0)Raport | Montpellier HSC · 49' Sessègnon · 88' Ikoné      | Stade Michel d’Ornano, Caen Widzów: 17 286 Sędzia: Frank Schneider (Alzacja) |
|                       | kartki: · Guilbert 13' · Santini 50' · Vercoutre 76' · Yahia 77' |                | kartki: · 55' Congré · 56' Boudebouz · 77' Ikoné |                                                                              |

| 8 kwietnia 2017 20:00 | Dijon FCO · Lees-Melou 29'        | 1:2(1:1)Raport | Bastia · 17' Crivelli · 58' Cahuzac | Stade Gaston Gérard, Dijon Widzów: 11 712 Sędzia: François Letexier (Bretania) |
|                       | kartki: · Abeid 87' · Rivière 89' |                |                                     |                                                                                |

| 8 kwietnia 2017 20:00 | Olympique Lyon · Tolisso 28'                   | 1:4(1:1)Raport | Lorient · 42' Waris · 49' Marveaux · 73', 80' Moukandjo | Parc OL, Décines-Charpieu Widzów: 35 595 Sędzia: Nicolas Rainville (Langwedocja-Roussillon) |
|                       | kartki: · Rafael 12' · Fekir 44' · Mammana 83' |                | kartki: · 39' Lautoa                                    |                                                                                             |

| 8 kwietnia 2017 20:00 | Nancy · Dalé 11' · Dia 51', 65'     | 3:0(1:0)Raport | Stade Rennes           | Stade Marcel Picot, Tomblaine Widzów: 18 009 Sędzia: Jérôme Brisard (Maine) |
|                       | kartki: · Muratori 1' · Cuffaut 33' |                | kartki: · 67' Diakhaby |                                                                             |

| 9 kwietnia 2017 15:00 | Toulouse FC                          | 0:0Raport | Olympique Marsylia              | Stadium Municipal, Tuluza Widzów: 29 430 Sędzia: Mikael Lesage (Dolna Normandia) |
|                       | kartki: · Diop 81' · Moubandje 90+2' |           | kartki: · 41' Sakai · 44' Gomis |                                                                                  |

| 9 kwietnia 2017 17:00 | AS Saint-Étienne · Corgnet 70'                             | 1:1(0:1)Raport | FC Nantes · 15' Nakoulma               | Stade Geoffroy-Guichard, Saint-Étienne Widzów: 30 134 Sędzia: Clément Turpin (Burgundia) |
|                       | kartki: · Veretout 68' · M’Bengue 71' · Pierre-Gabriel 81' |                | kartki: · 72' Thomasson · 74' Nakoulma |                                                                                          |

| 9 kwietnia 2017 21:00 | Paris Saint-Germain · Di María 56' · Cavani 60', 71' · Matuidi 90+2' | 4:0(0:0)Raport | EA Guingamp                    | Parc des Princes, Paryż Widzów: 45 944 Sędzia: Ruddy Buquet (Pikardia) |
|                       | kartki: · Rabiot 32'                                                 |                | kartki: · 62' Deaux · 73' Coco |                                                                        |

### 33. kolejka (14 kwietnia - 16 kwietnia)
| 14 kwietnia 2017 20:45 | Angers SCO                          | 0:2(0:1)Raport | Paris Saint-Germain · 28', 84' Di María | Stade Raymond Kopa, Angers Widzów: 15 909 Sędzia: Tony Chapron (Rodan-Alpy) |
|                        | kartki: · Thomas 12' · Diedhiou 58' |                | kartki: · 12' Verratti                  |                                                                             |

| 15 kwietnia 2017 17:00 | OGC Nice · Le Bihan 35' · Seri 81' (k.), 84' | 3:1(1:1)Raport | FC Nantes · 26' Dalé              | Allianz Riviera, Nicea Widzów: 22 518 Sędzia: Mikael Lesage (Dolna Normandia) |
|                        | kartki: · Dante 45+1'                        |                | kartki: · 30' Pedretti · 58' Puyo |                                                                               |

| 15 kwietnia 2017 20:00 | EA Guingamp · Briand 53' (k.) · Mendy 62'    | 2:1(0:0)Raport | Toulouse FC · 67' (k.) Delort    | Stade du Roudourou, Guingamp Widzów: 15 871 Sędzia: Antony Gautier (Nord-Pas-de-Calais) |
|                        | kartki: · Coco 67' · Blas 75' · Sankoh 90+4' |                | kartki: · 24' Doumbia · 81' Diop |                                                                                         |

| 15 kwietnia 2017 20:00 | FC Metz · Sarr 66' · Diabaté 83' | 2:2(0:0)Raport | SM Caen · 74' Santini · 88' Rodelin | Stade Municipal Saint-Symphorien, Metz Widzów: 16 038 Sędzia: Bartolomeu Varela (Bretania) |
|                        | kartki: · Biševac 90+4'          |                | kartki: · 56' Adéoti                |                                                                                            |

| 15 kwietnia 2017 20:00 | Montpellier HSC · Boudebouz 8' · Mbenza 27' | 2:0(2:0)Raport | Lorient                               | Stade de la Mosson, Montpellier Widzów: 9 294 Sędzia: Olivier Thual (Akwitania) |
|                        | kartki: · Mounié 76'                        |                | kartki: · 2' Bellugou · 55' Peybernes |                                                                                 |

| 15 kwietnia 2017 20:00 | Stade Rennes · Mubele 3' · Sio 29' | 2:0(2:0)Raport | Lille OSC                          | Roazhon Park, Rennes Widzów: 24 056 Sędzia: Karim Abed (Méditerranée) |
|                        | kartki: · Chantôme 84'             |                | kartki: · 55' Béria · 74' Bissouma |                                                                       |

| 15 kwietnia 2017 21:00 | AS Monaco · Dirar 69' · Falcao 81' | 2:1(0:1)Raport | Dijon FCO · 42' Varrault                                        | Stadion Ludwika II, Monako Widzów: 9 069 Sędzia: Jérôme Miguelgorry (Akwitania) |
|                        | kartki: · Fabinho 59'              |                | kartki: · 67' Sammaritano · 68' Lees-Melou · 90+1' Bouka Moutou |                                                                                 |

| 16 kwietnia 2017 15:00 | FC Nantes            | 0:1(0:0)Raport | Girondins Bordeaux · 65' Sankharé              | Stade de la Beaujoire, Nantes Widzów: 26 373 Sędzia: François Letexier (Bretania) |
|                        | kartki: · Rongier 3' |                | kartki: · 37' Pallois · 61' Sabaly · 78' Gajić |                                                                                   |

|  | Bastia | 0:3 (w.o.)Raport | Olympique Lyon | Stade Armand Cesari, Bastia Widzów: 12 880 Sędzia: Amaury Delerue (Akwitania) |
|  |        |                  |                |                                                                               |

| 16 kwietnia 2017 21:00 | Olympique Marsylia · Thauvin 21', 58' · Gomis 31' · Payet 90+3' | 4:0(2:0)Raport | AS Saint-Étienne                           | Orange Vélodrome, Marsylia Widzów: 54 100 Sędzia: Benoît Millot (Île-de-France) |
|                        | kartki: · Evra 44'                                              |                | kartki: · 30' Hamouma · 34' Pierre-Gabriel |                                                                                 |

### 34. kolejka (21 kwietnia - 23 kwietnia)
| 21 kwietnia 2017 20:45 | Nancy | 0:0Raport | Olympique Marsylia              | Stade Marcel Picot, Tomblaine Widzów: 20 087 Sędzia: Nicolas Rainville (Langwedocja-Roussillon) |
|                        |       |           | kartki: · 81' Payet · 85' Fanni |                                                                                                 |

| 22 kwietnia 2017 17:00 | Paris Saint-Germain · Cavani 29' · Di María 48' | 2:0(1:0)Raport | Montpellier HSC | Parc des Princes, Paryż Widzów: 45 778 Sędzia: Mikael Lesage (Dolna Normandia) |
|                        | kartki: · Di María 68'                          |                |                 |                                                                                |

| 22 kwietnia 2017 20:00 | Girondins Bordeaux · Malcom 55' · Sankharé 69' | 2:0(0:0)Raport | Bastia                                                    | Stade Matmut-Atlantique, Bordeaux Widzów: 25 487 Sędzia: Tony Chapron (Rodan-Alpy) |
|                        | kartki: · Lewczuk 25' · Sankharé 74'           |                | kartki: · 26' Mostefa · 68', 75' El Kaoutari · 84' Diallo |                                                                                    |

| 22 kwietnia 2017 20:00 | SM Caen                   | 0:2(0:2)Raport | FC Nantes · 27', 35' Bammou | Stade Michel d’Ornano, Caen Widzów: 15 972 Sędzia: Jérôme Brisard (Maine) |
|                        | kartki: · Ben Youssef 35' |                | kartki: · 79' Dupé          |                                                                           |

| 22 kwietnia 2017 20:00 | Dijon FCO · Diony 5', 43' · Lees-Melou 16' | 3:2(3:0)Raport | Angers SCO · 68' (k.) Mangani · 70' Toko Ekambi | Stade Gaston Gérard, Dijon Widzów: 10 418 Sędzia: Sébastien Desiage (Rodan-Alpy) |
|                        | kartki: · Chafik 67' · Lotiès 90+3'        |                | kartki: · 81' Mangani · 84' Diedhiou            |                                                                                  |

| 22 kwietnia 2017 20:00 | Lille OSC · de Préville 9', 35' (k.) · Éder 66' | 3:0(2:0)Raport | EA Guingamp                        | Stade Pierre-Mauroy, Villeneuve-d’Ascq Widzów: 28 848 Sędzia: Clément Turpin (Burgundia) |
|                        |                                                 |                | kartki: · 16' Bodmer · 34' Kerbrat |                                                                                          |

| 22 kwietnia 2017 20:00 | Lorient · Ciani 13' · Waris 49' · Cabot 60', 66' · Moukandjo 78' | 5:1(1:1)Raport | FC Metz · 32' Diabaté | Stade du Moustoir, Lorient Widzów: 14 114 Sędzia: Antony Gautier (Nord-Pas-de-Calais) |
|                        | kartki: · Ciani 31'                                              |                | kartki: · 77' Cohade  |                                                                                       |

| 23 kwietnia 2017 15:00 | Toulouse FC · Jean 56'                               | 1:1(0:0)Raport | OGC Nice · 59' Eysseric                                                         | Stadium Municipal, Tuluza Widzów: 15 232 Sędzia: Frank Schneider (Alzacja) |
|                        | kartki: · Moubandje 26' · Bodiger 45+1' · Durmaz 86' |                | kartki: · 37' Eysseric · 43' Seri · 80' Baysse · 87' Henrique · 90+1' Balotelli |                                                                            |

| 23 kwietnia 2017 17:00 | AS Saint-Étienne · Berić 39' | 1:1(1:1)Raport | Stade Rennes · 44' Mexer                        | Stade Geoffroy-Guichard, Saint-Étienne Widzów: bez publiczności Sędzia: Ruddy Buquet (Pikardia) |
|                        | kartki: · Malcuit 85'        |                | kartki: · 9' Bensebaini · 17' Prcić · 23' Mexer |                                                                                                 |

| 23 kwietnia 2017 21:15 | Olympique Lyon · Tousart 51'     | 1:2(0:2)Raport | AS Monaco · 36' Falcao · 44' Mbappé | Parc OL, Décines-Charpieu Widzów: 44 411 Sędzia: Benoît Bastien (Lotaryngia) |
|                        | kartki: · Ferri 22' · Rafael 67' |                | kartki: · 65' Lemar                 |                                                                              |

### 35. kolejka (28 kwietnia - 30 kwietnia)
| 28 kwietnia 2017 20:45 | Angers SCO · N’Doye 49'                           | 1:2(0:2)Raport | Olympique Lyon · 17' Valbuena · 42' Fekir         | Stade Raymond Kopa, Angers Widzów: 14 699 Sędzia: Antony Gautier (Nord-Pas-de-Calais) |
|                        | kartki: · Thomas 51' · Pavlović 77' · Manceau 80' |                | kartki: · 35' Valbuena · 39' Gonalons · 44' Fekir |                                                                                       |

| 29 kwietnia 2017 17:00 | AS Monaco · Glik 49' · Mbappé 64' · Lemar 75' | 3:1(0:0)Raport | Toulouse FC · 46' Toivonen                                     | Stadion Ludwika II, Monako Widzów: 9 169 Sędzia: Mikael Lesage (Dolna Normandia) |
|                        | kartki: · Mendy 66'                           |                | kartki: · 17' Toivonen · 30' Doumbia · 35' Somalia · 87' Trejo |                                                                                  |

| 29 kwietnia 2017 20:00 | Bastia · Crivelli 68' | 1:0(0:0)Raport | Stade Rennes             | Stade Parsemain, Istres Widzów: bez publicznośc Sędzia: Jérôme Miguelgorry (Akwitania) |
|                        | kartki: · Cahuzac 64' |                | kartki: · 71' Bensebaini |                                                                                        |

| 29 kwietnia 2017 20:00 | EA Guingamp | 0:2(0:0)Raport | AS Saint-Étienne · 61' Pajot · 86' (k.) Hamouma | Stade du Roudourou, Guingamp Widzów: 15 058 Sędzia: Olivier Thual (Akwitania) |
|                        |             |                |                                                 |                                                                               |

| 29 kwietnia 2017 20:00 | FC Metz · Sarr 29' · Nguette 53'     | 2:1(1:1)Raport | Nancy · 41' Maouassa                             | Stade Municipal Saint-Symphorien, Metz Widzów: 20 009 Sędzia: François Letexier (Bretania) |
|                        | kartki: · Falette 55' · Doukouré 70' |                | kartki: · 25' Diarra · 45+1' Badila · 65' Cétout |                                                                                            |

| 29 kwietnia 2017 20:00 | Montpellier HSC          | 0:3(0:1)Raport | Lille OSC · 13' (k.) de Préville · 56' Xeka · 75' Terrier | Stade de la Mosson, Montpellier Widzów: 10 139 Sędzia: Benoît Bastien (Lotaryngia) |
|                        | kartki: · Roussillon 59' |                | kartki: · 36' Alonso · 79' Bissouma                       |                                                                                    |

| 29 kwietnia 2017 20:00 | FC Nantes · Sala 89' | 1:0(0:0)Raport | Lorient                              | Stade de la Beaujoire, Nantes Widzów: 22 090 Sędzia: Johan Hamel (Langwedocja-Roussillon) |
|                        |                      |                | kartki: · 40' Lautoa · 90+2' Moreira |                                                                                           |

| 30 kwietnia 2017 15:00 | SM Caen · Santini 9'               | 1:5(1:3)Raport | Olympique Marsylia · 2', 63', 89' Thauvin · 5', 27' López    | Stade Michel d’Ornano, Caen Widzów: 20 054 Sędzia: Amaury Delerue (Akwitania) |
|                        | kartki: · Imorou 15' · Rodelin 56' |                | kartki: · 10' López · 17' Sakai · 45+1' Vainqueur · 58' Pelé |                                                                               |

| 30 kwietnia 2017 17:00 | Dijon FCO | 0:0Raport | Girondins Bordeaux    | Stade Gaston Gérard, Dijon Widzów: 12 596 Sędzia: Bartolomeu Varela (Bretania) |
|                        |           |           | kartki: · 25' Lewczuk |                                                                                |

| 30 kwietnia 2017 21:00 | OGC Nice · Balotelli 26' · Pereira 48' · Donis 90+2' | 3:1(1:0)Raport | Paris Saint-Germain · 64' Marquinhos                                          | Allianz Riviera, Nicea Widzów: 33 190 Sędzia: Ruddy Buquet (Pikardia) |
|                        | kartki: · Henrique 21' · Seri 41'                    |                | kartki: · 52' Meunier · 59' Draxler · 59' Cavani · 90' Motta · 90+3' Di María |                                                                       |

### 36. kolejka (5 maja - 7 maja)
| 5 maja 2017 20:45 | AS Saint-Étienne · Berić 45' · Pajot 64' | 2:2(1:1)Raport | Girondins Bordeaux · 42' (k.) Ounas · 50' Laborde    | Stade Geoffroy-Guichard, Saint-Étienne Widzów: 30 606 Sędzia: Frank Schneider (Alzacja) |
|                   | kartki: · Veretout 70'                   |                | kartki: · 12' Laborde · 61' Contento · 90+2' Pallois |                                                                                         |

| 6 maja 2017 17:00 | Paris Saint-Germain · Lucas Moura 32' · Verratti 35' · Cavani 76', 89' · Marquinhos 83' | 5:0(2:0)Raport | Bastia                           | Parc des Princes, Paryż Widzów: 45 826 Sędzia: François Letexier (Bretania) |
|                   | kartki: · Meunier 74'                                                                   |                | kartki: · 35' Leca · 59' Mostefa |                                                                             |

| 6 maja 2017 20:00 | EA Guingamp · Briand 4', 64' · Salibur 55', 59' (k.) | 4:0(1:0)Raport | Dijon FCO | Stade du Roudourou, Guingamp Widzów: 13 055 Sędzia: Tony Chapron (Rodan-Alpy) |
|                   |                                                      |                |           |                                                                               |

| 6 maja 2017 20:00 | Lille OSC             | 0:2(0:1)Raport | FC Metz · 37' Mandjeck · 56' Cohade | Stade Pierre-Mauroy, Villeneuve-d’Ascq Widzów: 28 336 Sędzia: Olivier Thual (Akwitania) |
|                   | kartki: · Corchia 53' |                |                                     |                                                                                         |

| 6 maja 2017 20:00 | Lorient · Philippoteaux 62' | 1:1(0:0)Raport | Angers SCO · 72' Manceau | Stade du Moustoir, Lorient Widzów: 15 563 Sędzia: Clément Turpin (Burgundia) |
|                   | kartki: · Ciani 75'         |                |                          |                                                                              |

| 6 maja 2017 20:00 | Nancy              | 0:3(0:2)Raport | AS Monaco · 3' (sam.) Badila · 40' Silva · 86' Lemar | Stade Marcel Picot, Tomblaine Widzów: 19 519 Sędzia: Ruddy Buquet (Pikardia) |
|                   | kartki: · Robic 8' |                | kartki: · 35' Sidibé                                 |                                                                              |

| 6 maja 2017 20:00 | Toulouse FC                                    | 0:1(0:0)Raport | SM Caen · 58' Santini                | Stadium Municipal, Tuluza Widzów: 18 474 Sędzia: Karim Abed (Méditerranée) |
|                   | kartki: · Toivonen 45+1' · Yago 63' · Diop 70' |                | kartki: · 24' Diomandé · 62' Makengo |                                                                            |

| 7 maja 2017 15:00 | Stade Rennes · Mubele 80'                       | 1:0(0:0)Raport | Montpellier HSC                      | Roazhon Park, Rennes Widzów: 18 308 Sędzia: Sébastien Desiage (Rodan-Alpy) |
|                   | kartki: · Mendes 42' · Baal 72' · Fernandes 83' |                | kartki: · 26' Congré · 83' Boudebouz |                                                                            |

| 7 maja 2017 17:00 | Olympique Lyon · Fekir 65' (k.) · Cornet 70', 80' | 3:2(0:1)Raport | FC Nantes · 19' Rongier · 75' Gillet    | Parc OL, Décines-Charpieu Widzów: 34 473 Sędzia: Mikael Lesage (Dolna Normandia) |
|                   |                                                   |                | kartki: · 45' Diego Carlos · 82' Bammou |                                                                                  |

| 7 maja 2017 21:00 | Olympique Marsylia · Gomis 21' · Evra 66'                              | 2:1(1:0)Raport | OGC Nice · 50' Balotelli | Orange Vélodrome, Marsylia Widzów: 61 685 Sędzia: Antony Gautier (Nord-Pas-de-Calais) |
|                   | kartki: · Cabella 35' · Payet 47' · Sakai 59' · Fanni 66' · Pelé 90+3' |                | kartki: · 62' Dante      |                                                                                       |

### 37. kolejka (14 maja)
| 14 maja 2017 21:00 | Bastia · Crivelli 75' · Danic 86'                  | 2:0(0:0)Raport | Lorient                           | Stade Parsemain, Istres Widzów: bez publiczności Sędzia: Ruddy Buquet (Pikardia) |
|                    | kartki: · Crivelli 3' · Nangis 42' · Coulibaly 83' |                | kartki: · 54' Mvuemba · 79' Waris |                                                                                  |

| 14 maja 2017 21:00 | Girondins Bordeaux · Rolán 2' | 1:1(1:0)Raport | Olympique Marsylia · 60' Gomis   | Stade Matmut-Atlantique, Bordeaux Widzów: 41 265 Sędzia: Clément Turpin (Burgundia) |
|                    | kartki: · Vada 50'            |                | kartki: · 19' Hubočan · 33' Evra |                                                                                     |

| 14 maja 2017 21:00 | SM Caen                               | 0:1(0:0)Raport | Stade Rennes · 68' Sio | Stade Michel d’Ornano, Caen Widzów: 16 273 Sędzia: Benoît Millot (Île-de-France) |
|                    | kartki: · Da Silva 66' · Diomandé 87' |                | kartki: · 43' Sio      |                                                                                  |

| 14 maja 2017 21:00 | Dijon FCO · Sammaritano 51' · Diony 76' | 2:0(0:0)Raport | Nancy                            | Stade Gaston Gérard, Dijon Widzów: 13 212 Sędzia: Antony Gautier (Nord-Pas-de-Calais) |
|                    | kartki: · Haddadi 8' · Diony 77'        |                | kartki: · 23' Cuffaut · 54' Dalé |                                                                                       |

| 14 maja 2017 21:00 | FC Metz · Sarr 66' | 1:1(0:1)Raport | Toulouse FC · 9' Braithwaite | Stade Municipal Saint-Symphorien, Metz Widzów: 16 282 Sędzia: Stéphane Lannoy (Nord-Pas-de-Calais) |
|                    |                    |                |                              | |

| 14 maja 2017 21:00 | AS Monaco · Falcao 6', 69' · Silva 45' · Alonso 88' (sam.) | 4:0(2:0)Raport | Lille OSC                        | Stadion Ludwika II, Monako Widzów: 13 152 Sędzia: Benoît Bastien (Lotaryngia) |
|                    | kartki: · Jemerson 48'                                     |                | kartki: · 51' Sliti · 58' Mavuba |                                                                               |

| 14 maja 2017 21:00 | Montpellier HSC · Mounié 35'                      | 1:3(1:2)Raport | Olympique Lyon · 17' Fekir · 22', 90+5' Lacazette | Stade de la Mosson, Montpellier Widzów: 13 923 Sędzia: François Letexier (Bretania) |
|                    | kartki: · Mukiele 38' · Sessegnon 41' · Sylla 50' |                | kartki: · 38' Depay                               |                                                                                     |

| 14 maja 2017 21:00 | FC Nantes · Thomasson 17' · Sala 51', 77' · Nakoulma 69' | 4:1(1:0)Raport | EA Guingamp · 74' Deaux                               | Stade de la Beaujoire, Nantes Widzów: 20 417 Sędzia: Karim Abed (Méditerranée) |
|                    | kartki: · Lima 29' · Sala 34'                            |                | kartki: · 5' Deaux · 26' Mendy · 35' Didot · 87' Blas |                                                                                |

| 14 maja 2017 21:00 | OGC Nice               | 0:2(0:1)Raport | Angers SCO · 35' N’Doye · 90+3' Toko Ekambi | Allianz Riviera, Nicea Widzów: 32 446 Sędzia: Mikael Lesage (Dolna Normandia) |
|                    | kartki: · Belhanda 32' |                | kartki: · 24' Santamaria                    |                                                                               |

| 14 maja 2017 21:00 | AS Saint-Étienne     | 0:5(0:2)Raport | Paris Saint-Germain · 2', 72' Cavani · 38', 78' Lucas Moura · 90' Draxler | Stade Geoffroy-Guichard, Saint-Étienne Widzów: 34 352 Sędzia: Amaury Delerue (Akwitania) |
|                    | kartki: · Saivet 27' |                | kartki: · 85' Lo Celso                                                    |                                                                                          |

### 38. kolejka (20 maja)
| 20 maja 2017 21:00 | Angers SCO · Bamba 82' · Tait 88' | 2:0(0:0)Raport | Montpellier HSC                   | Stade Raymond Kopa, Angers Widzów: 11 864 Sędzia: Lionel Jaffredo (Bretania) |
|                    |                                   |                | kartki: · 24' Pokorný · 28' Passi |                                                                              |

| 20 maja 2017 21:00 | EA Guingamp · Diallo 29' | 1:0(1:0)Raport | FC Metz                              | Stade du Roudourou, Guingamp Widzów: 16 200 Sędzia: Ruddy Buquet (Pikardia) |
|                    |                          |                | kartki: · 74' Philipps · 79' Falette |                                                                             |

| 20 maja 2017 21:00 | Lille OSC · de Préville 16', 46', 53' (k.) | 3:0(1:0)Raport | FC Nantes                                             | Stade Pierre-Mauroy, Villeneuve-d’Ascq Widzów: 28 390 Sędzia: Sébastien Desiage (Rodan-Alpy) |
|                    |                                            |                | kartki: · 22', 52' Lima · 26' Gillet · 81' Kačaniklić |                                                                                              |

| 20 maja 2017 21:00 | Lorient · Le Goff 69'                     | 1:1(0:1)Raport | Girondins Bordeaux · 7' Sankharé               | Stade du Moustoir, Lorient Widzów: 15 884 Sędzia: Antony Gautier (Nord-Pas-de-Calais) |
|                    | kartki: · Le Goff 62' · Philippoteaux 76' |                | kartki: · 61' Rolán · 68' Contento · 78' Ounas |                                                                                       |

| 20 maja 2017 21:00 | Olympique Lyon · Le Marchand 10' (sam.) · Lacazette 48', 78' | 3:3(1:1)Raport | OGC Nice · 15', 69' Donis · 90+3' (k.) Seri | Parc OL, Décines-Charpieu Sędzia: Jérôme Miguelgorry (Akwitania) |
|                    |                                                              |                | kartki: · 12' Seri                          |                                                                  |

| 20 maja 2017 21:00 | Olympique Marsylia · Gomis 74'                  | 1:0(0:0)Raport | Bastia                          | Orange Vélodrome, Marsylia Widzów: 55 178 Sędzia: Frank Schneider (Alzacja) |
|                    | kartki: · Fanni 55' · Vainqueur 77' · N’Jie 78' |                | kartki: · 50' Djiku · 77' Danic |                                                                             |

| 20 maja 2017 21:00 | Nancy · Busin 17' · Diagne 59' · Maouassa 82' | 3:1(1:0)Raport | AS Saint-Étienne · 74' Nordin | Stade Marcel Picot, Tomblaine Widzów: 17 054 Sędzia: Benoît Millot (Île-de-France) |
|                    | kartki: · Cabaco 56' · N'Guessan 62'          |                |                               |                                                                                    |

| 20 maja 2017 21:00 | Paris Saint-Germain · Rabiot 13' | 1:1(1:0)Raport | SM Caen · 90+1' Rodelin | Parc des Princes, Paryż Widzów: 45 516 Sędzia: Johan Hamel (Langwedocja-Roussillon) |
|                    |                                  |                | kartki: · 25' Diomandé  |                                                                                     |

| 20 maja 2017 21:00 | Stade Rennes · Diakhaby 69' (k.), 90+1' | 2:3(0:1)Raport | AS Monaco · 42' Fabinho · 48' Jemerson · 78' Jorge | Roazhon Park, Rennes Widzów: 26 565 Sędzia: Saïd Ennjimi (Centre Ouest) |
|                    |                                         |                |                                                    |                                                                         |

| 20 maja 2017 21:00 | Toulouse FC            | 0:0Raport | Dijon FCO                          | Stadium Municipal, Tuluza Widzów: 19 768 Sędzia: Tony Chapron (Rodan-Alpy) |
|                    | kartki: · Toivonen 64' |           | kartki: · 40' Lotiès · 44' Balmont |                                                                            |

## Tabela rundy wiosennej
| Lp. | Drużyna             | M  | Z  | R  | P  | Bramki | Bramki | Różn. | Pkt | Uwagi                                         | Bezpośrednio |
| --- | ------------------- | -- | -- | -- | -- | ------ | ------ | ----- | --- | --------------------------------------------- | ------------ |
| 1   | AS Monaco           | 19 | 17 | 2  | 0  | 51     | 11     | +40   | 53  | Liga Mistrzów UEFA • Faza grupowa             |              |
| 2   | Paris Saint-Germain | 19 | 15 | 3  | 1  | 45     | 12     | +33   | 48  | Liga Mistrzów UEFA • Faza grupowa             |              |
| 3   | Girondins Bordeaux  | 19 | 9  | 7  | 3  | 33     | 17     | +16   | 34  | Liga Mistrzów UEFA • III runda kwalifikacyjna |              |
| 4   | OGC Nice            | 19 | 9  | 7  | 3  | 29     | 23     | +6    | 34  | Liga Europy UEFA • III runda kwalifikacyjna   |              |
| 5   | Olympique Marsylia  | 19 | 9  | 5  | 5  | 35     | 22     | +13   | 32  |                                               |              |
| 6   | Olympique Lyon      | 19 | 9  | 3  | 7  | 40     | 29     | +11   | 30  |                                               |              |
| 7   | FC Nantes           | 19 | 8  | 5  | 6  | 27     | 28     | −1    | 29  |                                               |              |
| 8   | Angers SCO          | 19 | 8  | 3  | 8  | 25     | 25     | 0     | 27  |                                               |              |
| 9   | Lille OSC           | 19 | 7  | 4  | 8  | 22     | 22     | 0     | 25  |                                               |              |
| 10  | AS Saint-Étienne    | 19 | 6  | 6  | 7  | 23     | 26     | −3    | 24  |                                               |              |
| 11  | FC Metz             | 19 | 6  | 6  | 7  | 21     | 33     | −12   | 24  |                                               |              |
| 12  | Stade Rennes        | 19 | 4  | 10 | 5  | 16     | 19     | −3    | 22  |                                               |              |
| 13  | Lorient             | 19 | 6  | 3  | 10 | 24     | 32     | −8    | 21  |                                               |              |
| 14  | EA Guingamp         | 19 | 6  | 2  | 11 | 21     | 34     | −13   | 20  |                                               |              |
| 15  | SM Caen             | 19 | 5  | 4  | 10 | 16     | 32     | −16   | 19  |                                               |              |
| 16  | Toulouse FC         | 19 | 3  | 9  | 7  | 15     | 20     | −5    | 18  |                                               |              |
| 17  | Dijon FCO           | 19 | 4  | 6  | 9  | 20     | 29     | −9    | 18  |                                               |              |
| 18  | Montpellier HSC     | 19 | 5  | 2  | 12 | 20     | 35     | −15   | 17  |                                               |              |
| 19  | Nancy               | 19 | 4  | 2  | 13 | 14     | 29     | −15   | 14  | Spadek do 2017/2018 Ligue 2                   |              |
| 20  | Bastia              | 19 | 3  | 5  | 11 | 12     | 31     | −19   | 14  | Spadek do 2017/2018 Ligue 2                   |              |